# Джої Воронкер
Джон Джозеф Воронкер (англ. Jon Joseph Waronker; нар. 5 травня 1969) — американський барабанщик і музичний продюсер. Виступав з такими виконавцями, як Beck, R.E.M. та Роджер Вотерс, а також є учасником експериментальних рок-гуртів Atoms for Peace та Ultraísta.